# Francisco da Costa Freitas
Francisco da Costa Freitas († 1922) war ein Herrscher (Liurai) der timoresischen Reiche Vemasse und Baucau im Herrschaftsgebiet der Portugiesen auf der Insel.
Er war der Sohn von Domingos da Costa Freitas (Gali Kai), dem ersten Liurai von Vemasse, der Galoli sprach. Zunächst war Francisco Adjutant des Gouverneurs. 1896 wird Dom Francisco als Herrscher von Vemasse genannt. 1899 wurde er von den Portugiesen zum Liurai von Baucau gemacht, während sein Schwiegersohn Tomás da Costa Soares die Herrschaft über Vemasse übernahm. Den Wechsel von Dom Francisco nach Baucau hatte Gouverneur José Celestino da Silva nach dem Tode von Baucaus altem Liurai Manuel Delgado Ximenes als „dringend“ angesehen, um Baucau als zentraler Verteidigungspunkt in der Region zu sichern. Er ordnete Dom Francisco an, die Einwohner Baucaus an, ein Regiment von Moradores aufzustellen, unter dem Kommando von Dom Francisco. 1912 kam es zu einem Aufstand in Baucau gegen die Portugiesen und die Belagerung der Stadt Baucau. Der Aufstand konnte aber niedergeschlagen werden.
Als Dom Francisco starb, wurde Dom Tomás auch Liurai von Baucau und führte beide Reiche in Personalunion bis kurz vor seinem Tod 1929. 1928 übernahm Franciscos Sohn Domingos da Costa Freitas die Führung von Vemasse.